# My Moon My Man
Singles de Feist
Inside and Out
(2005) 1234
(2008)
Pistes de The Reminder
I Feel It All The Park
My moon my man est le premier extrait du troisième album de Feist, The Reminder.

## Vidéoclip
La vidéo de My moon my man a été dirigé par Patrick Daughters (qui dirigé Mushaboom, et qui dirigera par la suite les vidéos 1234 et I Feel It All) et tournée dans un aéroport. 
Dans cette vidéo, on retrouve Feist en train de danser sur le tapis, les lumières changent de couleurs dans le refrain et la vidéo finit lorsqu'elle claque la porte (similaire à l'album avant le début de la chanson The Park).